# Eulophia obscura
Eulophia obscura är en orkidéart som beskrevs av Phillip James Cribb. Eulophia obscura ingår i släktet Eulophia och familjen orkidéer. Inga underarter finns listade i Catalogue of Life.